# Grognardo
Grognardo är en ort och kommun i provinsen Alessandria i regionen Piemonte i Italien. Kommunen hade 241 invånare (2018).